# The World's End

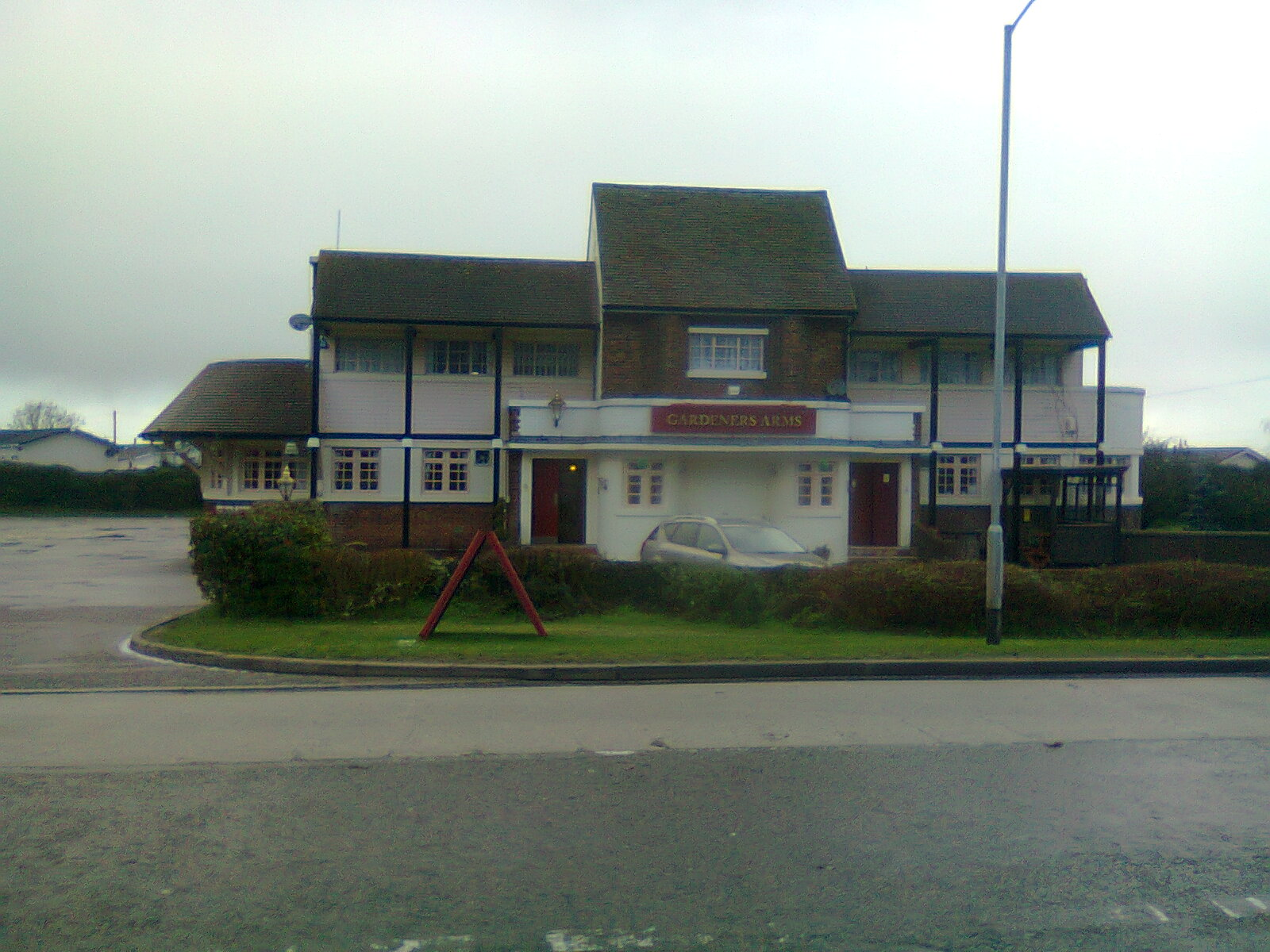
The Gardener's Arms, gebruikt als filmlocatie in The World's End

The World's End is een Amerikaans-Britse-Japans apocalyptische sciencefictionkomedie uit 2013, geregisseerd door Edgar Wright, geschreven door Wright en Simon Pegg, en met Pegg, Nick Frost, Martin Freeman, Paddy Considine, Eddie Marsan en Rosamund Pike in de hoofdrollen. De film volgt vijf vrienden van middelbare leeftijd, die proberen een mislukte poging uit hun jongere jaren, een epische kroegentocht in de stad waarin ze zijn opgegroeid, dit keer wel te laten slagen. Tijdens hun tocht ontdekken ze een invasie van aliens.
The World's End is na Shaun of the Dead (2004) en Hot Fuzz (2007) de derde film in de Blood and Ice Cream-trilogie.

## Verhaal
Gary King (Pegg), een alcoholist van middelbare leeftijd, spoort zijn van hem vervreemde schoolvrienden op en overtuigt hen om de "Golden Mile" te voltooien: een tocht langs twaalf kroegen in Newton Haven, de stad waarin ze zijn opgegroeid. Als tieners hadden ze de kroegentocht al eens gedaan, maar waren er toen niet in geslaagd om de laatste kroeg, The World's End, te bereiken.
Gary arriveert in Newton Haven met zijn vrienden Andy (Frost), Oliver (Freeman), Steven (Considine) en Peter (Marsan). De zus van Oliver, Sam (Pike), om wiens genegenheid Gary en Steven nog in hun tienerjaren hebben gevochten, voegt zich ook even bij hen voor een drankje. In de toiletruimte van de vierde kroeg raakt Gary in gevecht met een tiener. Gary slaat diens hoofd eraf en ontmaskert hem als androïde. Gary's vrienden voegen zich bij hem en een gevecht met meerdere androïden ontstaat, die ze met enige moeite winnen.
Verscheidende kroegen later komt de groep Sam weer tegen. Nadat Gary haar redt van tweelingandroïden die zich voordoen als haar vriendinnen, is ze overtuigd van de androïdeninvasie. In The Mermaid proberen androïden die lijken op de aantrekkelijke meisjes uit hun jeugd de mannen te verleiden. In de volgende kroeg moedigt Guy Shepherd, hun oude schoolmeester (gespeeld door Pierce Brosnan), hen aan om hun lot te aanvaarden en vervangen te worden door androïden. Andy beseft dan dat Oliver al door een androïde vervangen is. Er ontstaat een nieuw gevecht dat de groep uit elkaar drijft.
Eenmaal herenigd beschuldigen de vier overgebleven vrienden elkaar ervan te zijn vervangen door androïden, maar ze kunnen hun menselijkheid tegenover elkaar aantonen. De androïden sluiten de groep in en vangen Peter, maar Gary is vastbesloten om de kroegentocht af te maken. Na een biertje in de volgende twee kroegen op de route rent hij naar de laatste kroeg, "The World's End". Andy, achtervolgd door androïden, probeert Gary bij te benen.
In The World's End komt Andy tegenover Gary te staan. Tijdens de ruzie beseft Andy dat Gary in de jaren na hun schooltijd gepoogd heeft zelfmoord te plegen. Wanneer hij Gary probeert tegen te houden om zijn laatste pint te tappen, ontdekken ze een verborgen kamer en worden ze herenigd met Steven. Een onstoffelijke buitenaardse entiteit, "The Network" genaamd, doet uit de doeken dat de bescheiden invasie van androïden verantwoordelijk is voor alle vooruitgang die de mensheid in de afgelopen decennia op gebied van telecommunicatie heeft geboekt, waardoor de mensheid dichter bij elkaar gebracht is, als een eerste stap naar de toetreding tot de galactische gemeenschap der planeten. "The Network" biedt de mannen de kans om bij te dragen aan deze toetreding, en biedt hen zelfs de eeuwige jeugd door zich tot androïde te laten omvormen, maar ze weigeren. Geïrriteerd en tot wanhoop gedreven houdt "The Network" het hele invasieplan voor gezien. Sam arriveert met haar auto, waarmee ze de overlevende mannen helpt te vluchten uit Newton Haven, dat volledig vernietigd wordt.
Enige tijd later zit Andy bij een kampvuur in de ruïnes van Londen en vertelt dit verhaal. De vernietiging van Newton Haven leidde tot een wereldwijde elektromagnetische puls die de moderne technologie wegvaagde en de mensheid terug naar de middeleeuwen wierp. De resterende androïden zijn geheractiveerd en worden gewantrouwd door de mensen die de apocalyps overleefd hebben. Andy's huwelijk is hersteld, Steven heeft een relatie met Sam, en androïde versies van Peter en Oliver zijn teruggekeerd naar een gelijkenis van hun vroegere leven. In de ruïnes van Newton Haven betreedt de nu nuchtere Gary een kroeg, samen met de jongere androïde versies van zijn vrienden, en bestelt vijf glazen water. De barman weigert androïden te bedienen, en Gary trekt een zwaard en gaat zijn androïde vrienden voor in een vechtpartij.

## Rolverdeling
- Simon Pegg – Gary King
- Nick Frost – Andy Knightley
- Paddy Considine – Steven Prince

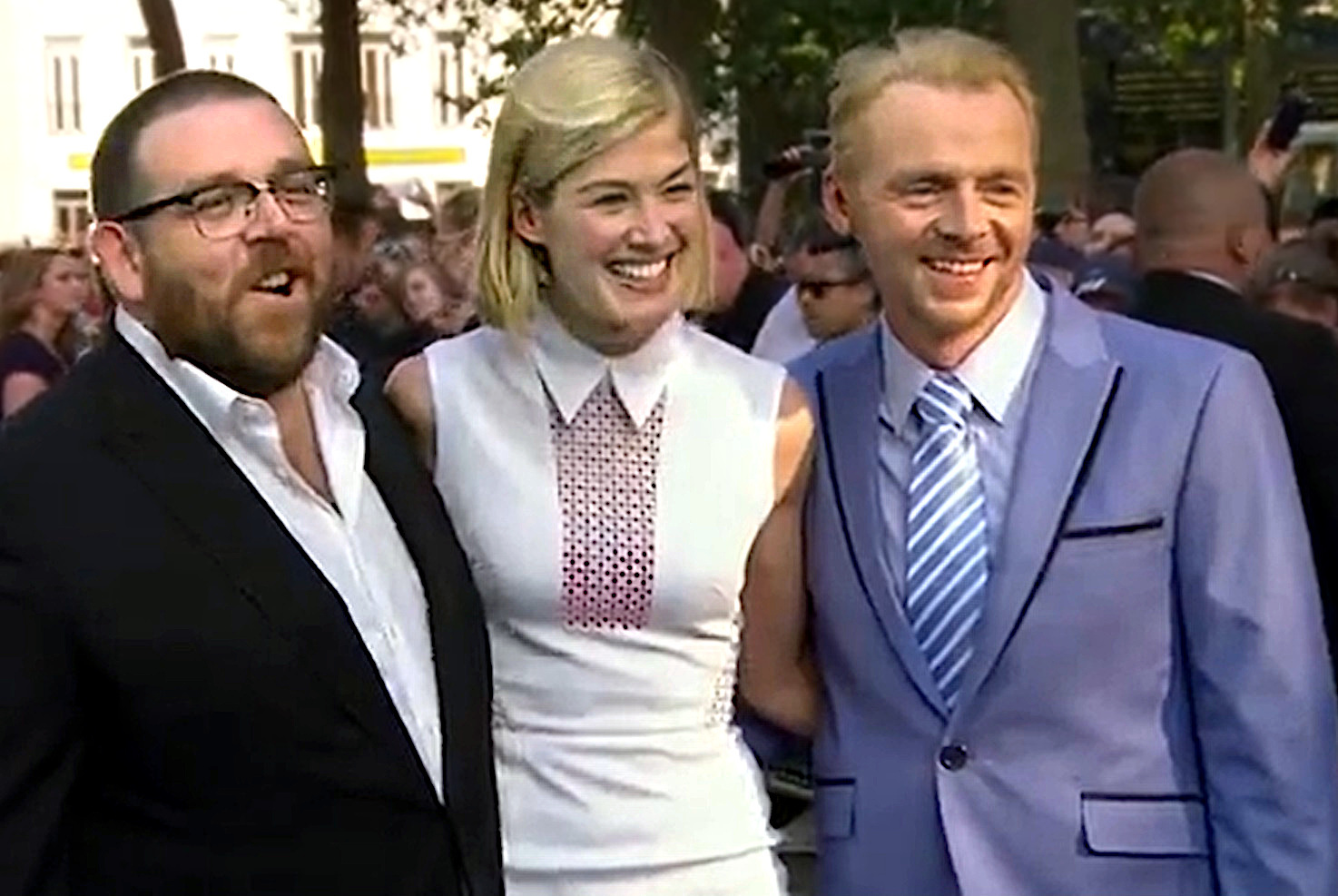
Nick Frost, Rosamund Pike, Simon Pegg bij de première van "The World's End" in 2013

- Martin Freeman – Oliver "O-Man" Chamberlain
- Eddie Marsan – Peter Page
- Rosamund Pike – Sam Chamberlain
- Pierce Brosnan – Guy Shepherd
- David Bradley – Basil
- Darren Boyd – Shane Hawkins
- Michael Smiley – Trevor "De Dominee" Green
- Bill Nighy – "The Network" (stem)
- Sophie Evans – Becky Salt